# Tyreomma ciliatum
Tyreomma ciliatum är en tvåvingeart som först beskrevs av Townsend 1919.  Tyreomma ciliatum ingår i släktet Tyreomma och familjen parasitflugor.
Artens utbredningsområde är Peru. Inga underarter finns listade i Catalogue of Life.